# Ne pleure pas sur moi, Mère

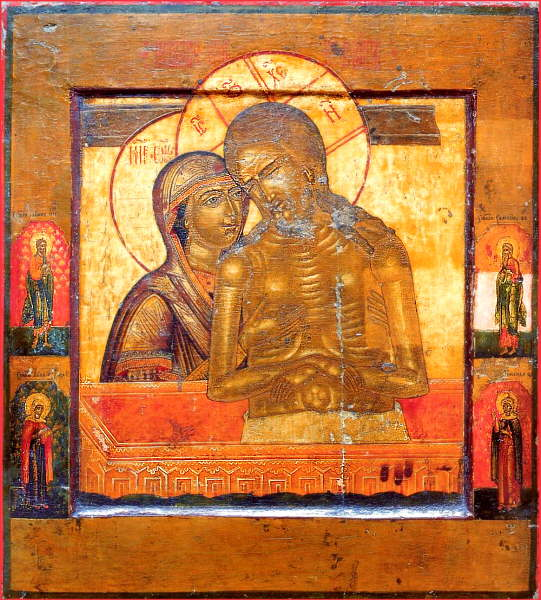
Mère, ne me pleure pas … Icône. Fin.

Ne pleure pas sur moi, Mère (en russe : Не рыдай Мене, Мати) est une icône représentant Jésus-Christ dans son cercueil. C'est un des types fréquents de représentation utilisé dans la religion orthodoxe : le corps du Christ est en partie dans le cercueil, il baisse la tête et ferme les yeux. Les mains sont jointes en croix. Derrière lui sont représentés la croix et les instruments de sa Passion.
Cette dénomination provient d'un Irmos du neuvième chant d'un canon de Côme de Maïouma pour le Samedi saint qui a été utilisé comme source d'inspiration pour l'iconographie.
| « Ne pleure pas sur moi, Mère, en voyant ma tombe. Toi qui a conçu ton Fils dans ton sein sans semence : honneur et gloire éternelle comme à Dieu, foi et amour pour ta majesté ! » |

Dans la plupart des représentations la Vierge est à la droite du Christ (à gauche pour le spectateur). Mais il existe d'autres positions qui répètent la scène de la Passion. Le Christ est parfois représenté seul et sans pleurs.

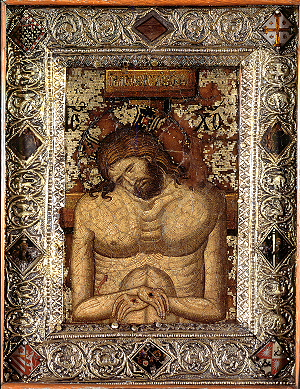
Akra Tapeinosis ou le Christ au tombeau Icône byzantine fin.

Il existe des compositions iconographiques qui reprennent le Mandylion comme sujet principal avec dans le bas une icône « Ne pleure pas sur moi, Mère »
La composition « Ne pleure pas sur moi, Mère » reprend et associe les scènes de la « Descente de croix » et la « Mise au tombeau », avec la lamentation du Christ. Selon d'autres chercheurs ce serait la combinaison d'un « Mandylion » et d'une « Akra Tapeinosis »,
Dans l'art occidental la scène de la lamentation de Marie sur le corps de son fils est appelée par le nom italien Pietà (signifiant pitié, compassion) ; et le corps du Christ émergeant du caisson de son sarcophage, un Christ de douleur ou Christ en homme de douleurs.

## Liens
- (ru) Galerie d'icônes de même sujet Галерея икон